# Dimos Agia Varvara
Dimos Agia Varvara är en kommun i Grekland.   Den ligger i prefekturen Nomarchía Athínas och regionen Attika, i den sydöstra delen av landet, 5 km väster om huvudstaden Aten. Antalet invånare är 26 550.